# Le Mont Ventoux
Pour plus de détails, voir Fiche technique et Distribution.
Le Mont Ventoux est un documentaire français réalisé par Jean Fléchet, sorti en 1978.

## Fiche technique
- Titre : Le Mont Ventoux
- Réalisation : Jean Fléchet
- Scénario : Jean Fléchet
- Assistant réalisateur :
- Photographie :
- Décors :
- Son :
- Montage : Jean Fléchet
- Pays d'origine :  France
- Format :
- Genre : Documentaire
- Durée :
- Langue : Occitan
- Date de sortie : 1978
- Lieux de tournage : Le mont Ventoux

## Distribution
- Claude Alranq
- JL. Tamisier